# Sielec (powiat jędrzejowski)
Sielec – wieś w Polsce, położona w województwie świętokrzyskim, w powiecie jędrzejowskim, w gminie Wodzisław.
| SIMC    | Nazwa     | Rodzaj  |
| ------- | --------- | ------- |
| 1016575 | Karczunek | kolonia |

W latach 1975–1998 miejscowość należała administracyjnie do województwa kieleckiego.